# بیمارستان امام علی (تبریز)
بیمارستان امام علی بیمارستانی است درمانی وابسته به نیروی زمینی ارتش جمهوری اسلامی ایران و بزرگترین بیمارستان شمال غرب ارتش واقع در تبریز، استان آذربایجان شرقی است.
این بیمارستان در بخش های مختلف زنان زایمان، دیالیز، بخش اورژانس، اتاق عمل، بخش سوختگی، درمانگاه‌های تخصصی و فوق تخصصی، داروخانه، داخلی، سی سی یو و آی سی یو و دندان پزشکی به عنوان قطب بهداشت ارتش جمهوری اسلامی ایران در شمال غرب کشور احداث شده است.